# Душан Ђ. Цветковић
Не мешати са Душан Цветковић
Душан Дуца Ђ. Цветковић (Ниш, 29. јануар 1892 — Ниш, 18. април 1978) био је српски глумац, оперски певач, редитељ, драмски писац и управник позоришта.

## Биографија
Родио се у нишкој занатлијској породици, изучио обућарски и фотографски занат и 1908. постао члан „Абрашевића“. Учествовао је у Балканском рату одакле се вратио рањен. У нишкој Војној болници срео свог првог учитеља глуме Косту Делинија који га је, по оздрављењу, примио у своју позоришну трупу Повлашћено позориште „Јоаким Вујић“, у којој је Дуца први пут наступио 6. јула 1912. године у представи „Капетаново дете“. У току Првог светског рата са српском војском прелази преко Албаније, 1916. је на опоравку у Африци, где наредне године почиње да игра у Српском војничком позоришту у Бизерти па све до почетка пробоја Солунског фронта. У представама је играо махом женске улоге (између осталог и Коштану). Наступао је се Душаном Раденковићем, Душаном Животићем и Александром Златковићем, под управом другог учитеља Димитрија Гинића.
У Ниш се вратио 7. августа 1919. године као носилац Албанске споменице и ступио у Повлашћено путујуће позориште „Трифковић“ Симе Бунића чије је седиште било у Нишу. Истовремено играо је и у Народном позоришту у Скопљу, где је завршио курс глуме код редитеља Александра Верешчагина. Од 1924-1925. је у Народном казалишту у Сплиту, 1926-1927. године водио је, као управник, редитељ и глумац, полупрофесионално позориште у Штипу, 1927–1928. је краће време у позориштима у Битољу и Лесковцу, 1928–1929. у добро организованој Малој комедији Милоша Рајчевића – Чврге , 1931–1933. у Народном позоришту Моравске бановине у Нишу, 1934–1937. у Народном позоришту Врбаске бановине у Бањалуци, од августа 1937. године је в.д. управника Позоришта моравске бановине у Нишу, а касније Народног позоришта у Нишу, где је остао и играо као глумац све до 1952. године, када је пензионисан. После пензионисања и даље је наступао у мањим улогама у овом позоришту све до 1971. године. Умро је у Нишу 1978. год у 86. години.

## Уметнички рад
Народно позориште у Нишу Душану Цветковићу је приредило прославу значајних јубилеја – 17. маја 1953. године – „40 година уметничког рада ветерана нишке сцене“ и 17. новембра 1974. године – „60 година уметничког рада“.
Још у млађим годинама, па и после пензионисања певао је пријатнмим високим, топлим тенором у оперетама и комадима с певањем и играњем, у солистичким извођењима на разним приредбама, у позоришту и на Радио-Београду. Снима и у Берлину. Артистичка агенција Krampf га ангажује за варијетеје и игра по целој међуратној Југославији.
У Нишу, поред глуме, бави се режијом и писањем. Пише драме, али и песме („Ој Нишаво“, „Нишка Бања топла вода“, „Мори Туто“, „Јорданке мори“ и др.) и комаде („Јованча мераклија“, „Пламен Топлице“, „Врањчани се суде“, „Врањанци на Јадрану“ и др.).
Играо је и у филмовима.

## Улоге
Као глумац свој зенит остварио је у старијем добу и истакао се у карактерним и комичним улогама, а нарочито у изванредном тумачењу локалних ликова са свим типичностима карактера, навика и говора у комадима из Ниша, Лесковца и Врања. Остале су упамћене његове улоге: Стеван Драгић (Сеоски лола), Глиша (На поселу), Гвозден (Девојачка клетва), Максим (Ђидо), Целестин (Мамзел Нитуш), Ферл Бачи (Кнегиња чардаша), Вун Чи (Гејша), Ивко (Ивкова слава), Хаџи-Замфир (Зона Замфирова), Ибиш-ага (у истоименом комаду С. Сремца, у драматизацији Радивоја Динуловића), Јеротије Пантић (Сумњиво лице), Јеромонах Теофилакт (Растко Немањић), Цар Лазар (Бој на Косову), Никодим, игуман (Краљева јесен), Кир Јања и Кир Дима (Кир Јања), Тартиф (Тартиф Молијера) и многе друге. Све његове улоге одисале су природном игром, животним реализмом и тачним изворним говором.

## Драме и позоришни комади
Написао је 57 позоришних комада, углавном шаљивих, са ликовима из јужне Србије, с обзиром на то да је изванредно познавао изворни нишки, лесковачки и врашски говор. (У загради је стављено место у коме је комад изведен).
- Све због рата (Бизерта - Африка, написан је јула 1917. а крајем године изведен у Српском војничком позоришту са још неким француским комадима у једном чину и приказан четири пута);
- На прагу отаџбине (написан 1918. године у Алжиру, где је Душан Цветковић био на боловању. Изведен 1932. године у Нишу, у оквиру прославе трогодишњице успешног рада нишког Просветно–спортског и хуманог друштва Јадран, под покровитељством Њ. В. Престолонаследника Петра II);
- Буна у Топлици (Пламен Топлице) (Ниш, 1932);
- Јованча мераклија (Стари Ниш) (Ниш, Бања Лука, Београд − Позориште Животића);
- Војвода Луне (Ниш, Београд, 1932);
- Војвода Војиновић (пропало у поплави у Нишу 1948);
- Врњчани се суде (Врњци);
- Врањанци на Јадрану (Ниш, 1933);
- Учитељ Таса (Ослобођење Ниша 1887) (Ниш, 1933);
- Хаџи Батлак (пропало у поплави);
- Зашто Сике, зашто? (Сика Димитраћева) (Ниш, 1935);
- Соколска мајка (Книн, 1936);
- Командант Сава (Последњи поздрав), драмолет у једном чину – (премијера у Народном позоришту у Нишу, 25. новембра 1944)
- Пропали кандидат;
- Ћир Коста ;
- Наше село ;
- Сеоски зеленаш ;
- Лепа Јулијана ;
- Сироче (Скопље);
- Зенифа и Рустен (Бања Лука);
- Сан доброг детета (Шумски чаробњак) (Бања Лука, Ниш);
- Трновитом стазом ;
- Сватови кнегиње Зорке (Ниш);
- На језеру (Ниш);
- Путем страдања (Ниш);
- Наши долазе (Наши у заробљеништву) (Ниш);
- Мој син авијатичар ;
- На логоровању (Ниш);
- Ускрс у заробљеништву (Ниш);
- Повратак из ропства (Алексинац);
- Врњачки вампир ;
- Окупатор у Врању ;
- Последњи харем (Соко Бања);
- Отмичар (Битољ, Ниш);
- Невино окривљена (Ниш);
- Митини сватови (Две побегуље, Љубав на старински начин, Донина чесма) (Ниш);
- Пуста туђина (Бела Паланка);
- Покварењаци ;
- За кору хлеба ;
- На згаришту ;
- Столар (Штип);
- Златна прошевина (Београд);
- Наша прија;
- Албанија (Штип);
- Златна свадба ;
- Такви су људи ;
- Свирач (Битољ);
- Сеоско посело (Књажевац);
- Земљотрес у Бањој Луци;
- И ми смо соколи;
- Под окупацијом;
- Златна је слобода;
- Јединство Словена;
- Канадске петорке (Ниш);
- Кроз буру;
- Пијаца у Пуковцу;
- Последњи дан битке на Чегру ;
- Љубав на вашару (Ниш);
- Аша и Панта (Радио–Ниш);
- Два оџачара – дуо скица;
- Два професора – дуо скица ;
- Два улична чистача – дуо скица ;
- Трговци из Ангоре – дуо скица ;
- Дани одмазде.

## Драматизације дела Стевана Сремца
- Ибиш-ага,
- Ивкова слава
- Чича-Јордан.